# Origami all'alba
Origami all'alba è un singolo dei cantanti italiani Clara, Matteo Paolillo e Lolloflow, pubblicato il 24 febbraio 2023 come primo estratto dal primo album in studio di Clara Primo.

## Descrizione
Il brano, scritto dagli stessi tre artisti, è prodotto da Lorenzo Gennaro, in arte Lolloflow.

## Promozione
Il brano è stato presentato in anteprima nel corso delle ultime puntate della terza stagione della serie di successo Mare fuori.

## Video musicale
Il video musicale, diretto da Laura Days, è stato pubblicato il 21 aprile 2023 attraverso il canale YouTube della cantautrice.

## Tracce
Testi di Clara Soccini, Matteo Paolillo e Lorenzo Gennaro, musiche di Clara Soccini e Lorenzo Gennaro.
1. Origami all'alba – 2:33

## Classifiche

### Classifiche settimanali
| Classifica (2023) | Posizione massima |
| ----------------- | ----------------- |
| Italia            | 4                 |

### Classifiche di fine anno
| Classifica (2023) | Posizione |
| ----------------- | --------- |
| Italia            | 21        |